# Sheldon Whitehouse
Sheldon Whitehouse (nascido em 20 de outubro de 1955) é um advogado e político norte-americano e membro do Partido Democrata.

## Infância e Juventude
Whitehouse nasceu na cidade de Nova Iorque. Graduou-se em St. Paul's School em Concord, e na Universidade de Yale em 1978.
Em 1986 casou-se com  Sandra Thornton Whitehouse, uma bióloga da marinha e neta de James Worth Thornton e Mumm Elena Thornton Wilson. 

## Carreira política

### Procurador de Rhode Island (1993-1998)
Whitehouse foi nomeado em 1993 procurador de Rhode Island pelo presidente Bill Clinton, ocupou o cargo entre 1993 a 1998.

### Senador pelo Rhode Island (2007-presente)
Whitehouse foi eleito para o senado em 2006, assumiu em 2007, atualmente é o 80º senador mais antigo dos Estados Unidos.

## Histórico Eleitoral
| Sheldon Whitehouse | 205,274 | 53.5 | Partido Democrata   |
| Lincoln Chafee     | 178,548 | 46.5 | Partido Republicano |

## Cargos Públicos em que ocupou
| Cargo Público                              | Cargo Público | Cargo Público        | Cargo Público | Cargo Público   | Cargo Público      | Cargo Público |
| Profissão                                  | Local         | Começou em           | Terminou em   | antes           | depois             |               |
| ------------------------------------------ | ------------- | -------------------- | ------------- | --------------- | ------------------ | ------------- |
| Senador                                    | Rhode Island  | 3 de Janeiro de 2007 | no cargo      | Lincoln Chafee  | actual             |               |
| Procurador Geral do Estado de Rhode Island | Rhode Island  | 1999                 | 2003          | Jeffery B. Pine | Patrick C. Lynch   |               |
| Procurador do Distrito de Rhode Island     | Rhode Island  | 1993                 | 1998          | Lincoln Almond  | Margaret E. Curran |               |